# پالایشگاه گاز بیدبلند
پالایشگاه گاز بیدبلند خلیج‌فارس در ۱۴ کیلومتری بهبهان، ۱۸ کیلومتری شمال آغاجاری و ۳۵ کیلومتری جنوب‌شرقی شهرستان امیدیه در استان خوزستان واقع شده‌است و سهام آن متعلق به صنایع پتروشیمی خلیج‌فارس می‌باشد.

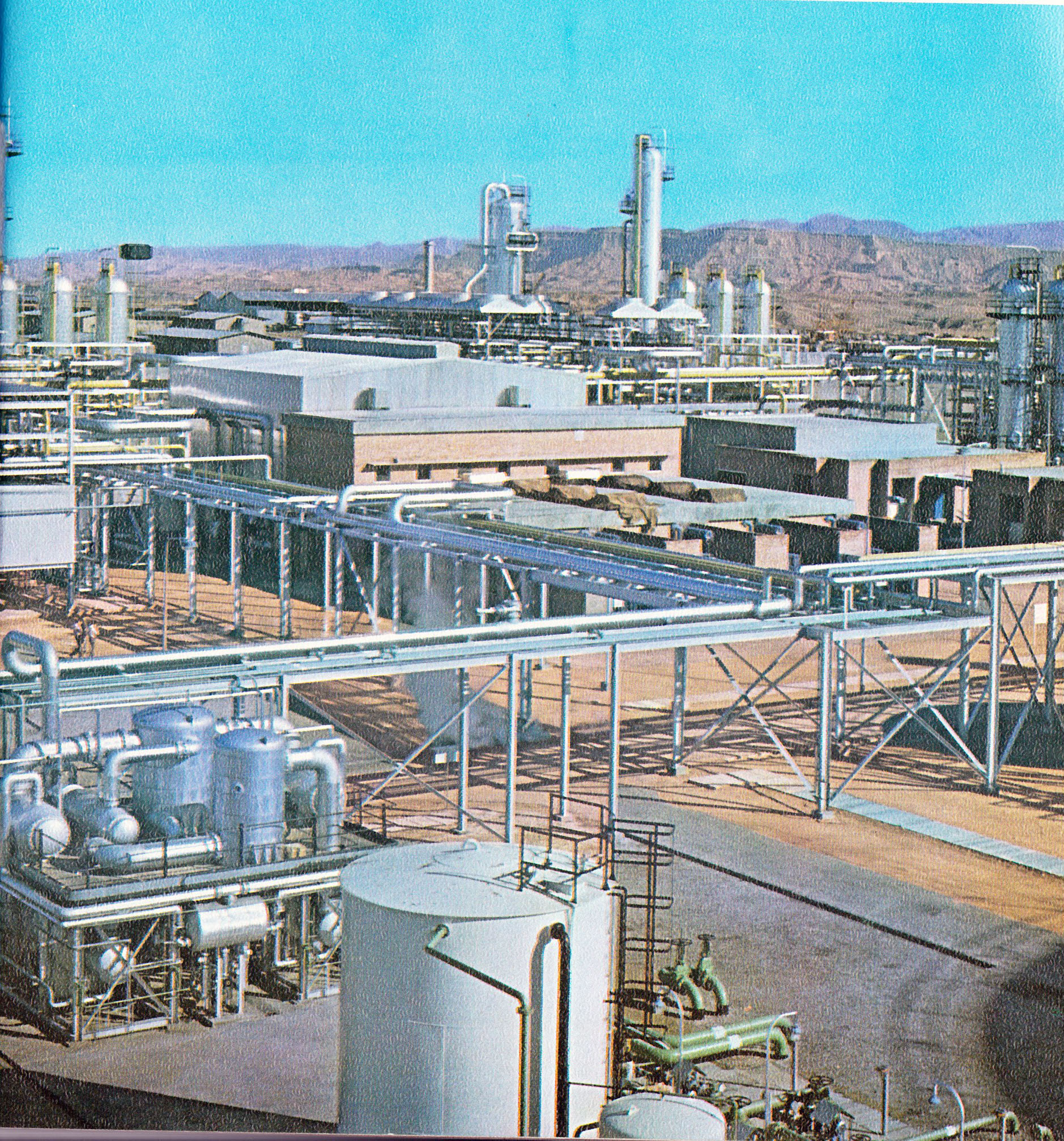
نمایی از پالایشگاه گاز بیدبلند ۱ در آغاز بهره‌برداری

طراحی پالایشگاه نخست، برای پالایش گازهای ترش همراه نفت میدان نفتی آغاجاری و صادرات محصولات خروجی به خارج کشور صورت گرفت و ساختمان اولیه شامل ۵ واحد پالایش گاز با ظرفیت ۲۴۰ میلیون فوت مکعب در روز، برای هر واحد و قابل توسعه تا ۹ واحد در سال ۱۳۴۷ آغاز و در آذر ماه ۱۳۴۹ مورد بهره‌برداری قرار گرفت. طراحی پالایشگاه توسط شرکت Pritchard و ساختمان آن به وسیله شرکت Costain & Press و با نظارت گروه مهندسی و مدیریت ایران صورت گرفت.
پالایشگاه گاز بیدبلند ۲ بزرگترین طرح گازی (بر اساس تولید) در خاورمیانه است. ساخت پالایشگاه از سال ۱۳۷۹ آغاز و به مدت ۱۷ سال طرح در رکود به سر می‌برد تا در سال ۱۳۹۶ فعالیت‌های ساخت دوباره آغاز و سال ۱۳۹۹ تکمیل شد.
پالایشگاه بیدبلند دارای تأسیسات جمع‌آوری گازهای ترش همراه نفت در گستره سه استان خوزستان، کهگیلویه و بویراحمد و بوشهر در مساحت بیش از ۳۰۰ هکتار و تأسیسات ذخیره‌سازی و همچنین بیش از ۹۰۰ کیلومتر خطوط لوله خوراک و انتقال با اعتباری بالغ بر ۳٫۴ میلیارد دلار به‌عنوان بزرگ‌ترین طرح غرب آسیا است.
سرمایه‌گذاری در تکمیل پروژه با پشتیبانی صندوق توسعه ملی و هماهنگی کنسرسیومی از بانک‌های ایرانی شامل بانک‌های پارسیان، صنعت و معدن، تجارت، ملت و سپه تأمین شده‌است که بانک سپه عاملیت این کنسرسیوم را برعهده داشت.